# Хайзионг
Хайзионг (в'єт. Hải Dương) — місто на півночі В'єтнаму, столиця провінції Хайзионг. З в'єтнамської мови назва перекладається як «океан».

## Географія
На півночі місто межує з повітом Намсак. Частина річки Тхайбінь ділить місто на дві частини, з одного боку міська частина, з другого — сільська місцевість і промислова околиця. На заході межує з повітом Камджан, на півдні — з Гіалок і Тикі, а також з частиною річки Ша. Місто розташоване у центрі Північного економічного регіону і регіону розвитку Ханой-Хайфон-Киаонг. Хайзионг розташований за 58 кілометрів від столиці країни — Ханоя, за 45 кілометрів від Хайфона і за 80 км від бухти Халонг. Через Хайзионг проходить Національна залізниця № 5.
<! — Провінція Хайзионг розташована в дельті річки Хонгха в північному В'єтнамі. Вона обмежена провінціями Хай Фонг, Куанг Нінь зі сходу, Хан Йен із заходу, Бак Нінь і Бак Джан з півночі, провінцією Тай Бін з півдня. Провінція Хайзионг займає площу в 1648 квадратних кілометрів і ділиться на 11 районів. перенести в статтю про провінцію ->

## Адміністративний поділ
Хайзионг було засновано у 1804 році і спочатку названо «Thành Đông», що в перекладі з в'єтнамської мови означає «східне місто», посилаючись на східну фортецю в'єтнамської столиці. Протягом періоду французької колонізації Хайзионг залишався містом. До 1968 року місто входило у провінцію Хайзионг, з 1968 по 1996 роки — у провінції Хайхинг, оскільки провінція Хайхинг була об'єднана з провінціями Хайзионг і Ханьєн. 9 листопада 1996 року Хайзионг знову стає столицею однойменної провінції. 6 серпня 1997 року Хайзионг остаточно утвердився як місто.
Місто поділено на 15 палат (міських областей) та 6 комун (сільських областей).

### Палати
- Фамнгулао
- Нгуенчай
- Чанфу
- Летханьнгхі
- Нхічао
- Куангчунг
- Чанхингдао
- Бінхан
- Нгокчау
- Хайтао
- Тханьбінь
- Нгілетхань
- В'єтхоа
- Міньту
- Тимінь

### Комуни
- Айкуок
- Намдонг
- Чионгдат
- Антяу
- Татькхой
- Тхионгдат